# Иларион (Смирнов)
Митропролит Иларион (Смирнов или Илларион Смирный; ум. 22 июня 1698) — епископ Русской православной церкви, митрополит Псковский и Изборский.

## Биография

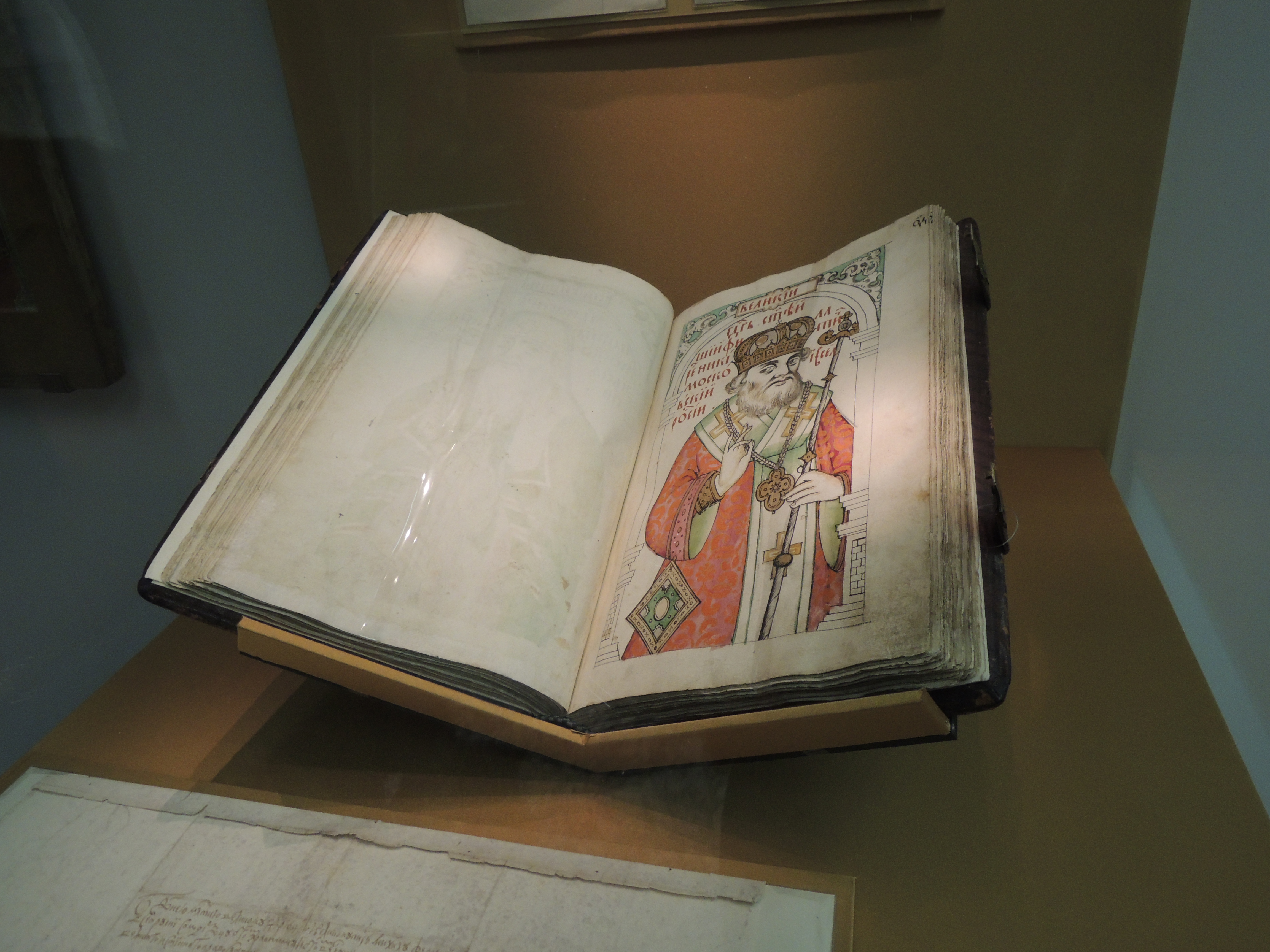
Титулярник (1691-1697). Был вложен в 1698 году в Троицкий собор Пскова по завещанию митрополита Илариона

С 1680 года упоминается архимандритом Соловецкого монастыря Архангельской епархии.
1 февраля 1691 года Патриархом Адрианом в сан митрополита Псковского и Изборского возведён Илларион.
С 9 января 1687 года — архимандрит Спасского монастыря в Ярославле. Илларион продолжил строительство Троицкого собора. При нём собор был построен до сводов. Но до окончания строительства Илларион не дожил.
В 1698 году указом Петра I было велено из архиерейских домовых житниц и из монастырей дать хлеб «на вспоможение псковским ратным людям на жалование в додачу», что и было исполнено.
В десятом часу дня 22 июня 1698 года митрополит Илларион скончался. Похоронен в крипте под строящимся Троицким собором. Для его погребения в Псков прибыл Новгородский митрополит Иов.